# Ruivães e Campos
Ruivães e Campos (oficialmente: União das Freguesias de Ruivães e Campos) é uma freguesia portuguesa do município de Vieira do Minho, com 44,03 km² de área e 773 habitantes (censo de 2021). A sua densidade populacional é 17,6 hab./km².

## História
Foi criada aquando da reorganização administrativa de 2012/2013, resultando da agregação das antigas freguesias de Ruivães e Campos.

## Demografia
A população registada nos censos foi:
| Distribuição da População por Grupos Etários | Distribuição da População por Grupos Etários | Distribuição da População por Grupos Etários | Distribuição da População por Grupos Etários | Distribuição da População por Grupos Etários | Distribuição da População por Grupos Etários |
| -------------------------------------------- | -------------------------------------------- | -------------------------------------------- | -------------------------------------------- | -------------------------------------------- | -------------------------------------------- |
| Antes da agregação                           |                                              |                                              |                                              |                                              |                                              |
| Ano                                          | 0-14 anos                                    | 15-24 anos                                   | 25-64 anos                                   | >= 65 anos                                   | Total                                        |
| 2001                                         | 147                                          | 151                                          | 521                                          | 352                                          | 1171                                         |
| 2011                                         | 85                                           | 88                                           | 413                                          | 337                                          | 923                                          |
| Após a agregação                             |                                              |                                              |                                              |                                              |                                              |
| Ano                                          | 0-14 anos                                    | 15-24 anos                                   | 25-64 anos                                   | >= 65 anos                                   | Total                                        |
| 2021                                         | 60                                           | 55                                           | 330                                          | 328                                          | 773                                          |